# 三味線旅がらす
「三味線旅がらす」（しゃみせんたびがらす）は、2010年3月24日にコロムビアミュージックエンタテインメント（現・日本コロムビア）から発売された氷川きよしの20枚目のシングル。

## 概要
CD、カセット共2タイプで発売。AタイプとBタイプでそれぞれ収録曲が異なる。

## 収録曲

### Aタイプ
1. 三味線旅がらす
  - 作詞：松井由利夫／作曲：水森英夫／編曲：伊戸のりお
2. 心ころころ
  - 作詞：いではく／作曲：伊藤雪彦／編曲：伊戸のりお
3. 三味線旅がらす  オリジナル・カラオケ
4. 心ころころ オリジナル・カラオケ
5. 三味線旅がらす 半音下げ オリジナル・カラオケ
6. 三味線旅がらす 半音下げオリジナル・カラオケ ガイドメロ入

### Bタイプ
1. 三味線旅がらす
  - 作詞：松井由利夫／作曲：水森英夫／編曲：伊戸のりお
2. 酒月夜
  - 作詞：仁井谷俊也／作曲：杜奏太朗／編曲：伊戸のりお
3. 三味線旅がらす オリジナル・カラオケ
4. 酒月夜 オリジナル・カラオケ
5. 三味線旅がらす 半音下げ オリジナル・カラオケ
6. 三味線旅がらす 半音下げオリジナル・カラオケ ガイドメロ入り

## 関連商品
- 三味線旅がらす（映像作品、2010年4月28日発売）
- 氷川きよし・演歌名曲コレクション12〜三味線旅がらす〜（2010年6月23日発売）